# تیم ملی هندبال عراق
تیم ملی هندبال عراق نمایندهٔ کشور عراق در مسابقات بین‌المللی ورزش هندبال است.